# Amphoe Phichai
Amphoe Phichai (Thai: อำเภอ พิชัย, Aussprache: ʔāmpʰɤ̄ː pʰí.tɕʰāj) ist ein Landkreis (Amphoe – Verwaltungs-Distrikt) der Provinz Uttaradit. Die Provinz Uttaradit liegt in der Nordregion von Thailand. Amphoe Phichai liegt im Südwesten der Provinz.

## Geographie
Benachbarte Bezirke (von Norden im Uhrzeigersinn): die Amphoe Tron und Thong Saen Khan der Provinz Uttaradit, die Amphoe Wat Bot und Phrom Phiram der Provinz Phitsanulok sowie die Amphoe Sawankhalok und Si Nakhon der Provinz Sukhothai.

## Verkehr
Im Amphoe Phichai befindet sich die Ban Dara Junction („Ban Dara Jn.“, Ban Dara Abzweigung), bei der von der Nordlinie der thailändischen Eisenbahn SRT von Bangkok nach Chiang Mai die kaum befahrene Bahnstrecke Ban Dara Junction–Sawankhalok abzweigt.

## Verwaltung

### Provinzverwaltung
Amphoe Phichai ist in elf Gemeinden (Tambon) eingeteilt, welche wiederum in 97 Dörfer (Muban) unterteilt sind. 
| Nr. | Name         | Thai     | Dörfer | Einw. |
| --- | ------------ | -------- | ------ | ----- |
| 1.  | Nai Mueang   | ในเมือง   | 08     | 9.151 |
| 2.  | Ban Dara     | บ้านดารา  | 09     | 6.560 |
| 3.  | Rai Oi       | ไร่อ้อย    | 11     | 6.786 |
| 4.  | Tha Sak      | ท่าสัก     | 10     | 7.238 |
| 5.  | Kho Rum      | คอรุม     | 12     | 9.527 |
| 6.  | Ban Mo       | บ้านหม้อ   | 08     | 5.894 |
| 7.  | Tha Mafueang | ท่ามะเฟือง | 10     | 5.811 |
| 8.  | Ban Khon     | บ้านโคน   | 08     | 5.077 |
| 9.  | Phaya Maen   | พญาแมน   | 07     | 6.180 |
| 10. | Na In        | นาอิน     | 07     | 5.892 |
| 11. | Na Yang      | นายาง    | 07     | 8.859 |

### Lokalverwaltung
Es gibt zwei Kleinstädte (Thesaban Tambon) im Landkreis:
- Tha Sak (เทศบาลตำบลท่าสัก) besteht aus Teilen des Tambon Tha Sak,
- Nai Mueang (เทศบาลตำบลในเมือง) besteht aus Teilen des Tambon Nai Mueang.

Außerdem gibt es elf „Tambon Administrative Organizations“ (TAO, องค์การบริหารส่วนตำบล – Verwaltungs-Organisationen) für die Tambon im Landkreis, die zu keiner Stadt gehören.